# Otto Dufter
Otto Dufter (* 9. Dezember 1934 in Unterwössen; † 13. Juni 2019) war ein  Vertreter der Trachtenbewegung in Bayern.

## Leben
Der gelernte Zimmerer aus Unterwössen im Chiemgau war seit seiner Jugend für seinen Heimatverein, den GTEV „D’Achentaler“ aktiv. 1977 wurde er erster Gauvorstand des Chiemgau-Alpenverbandes. 1994 wurde er dann zum Landesvorsitzenden des Bayerischen Trachtenverbandes gewählt. 2002 war er maßgebend an der Einigung aller bayerischen Trachtenverbände unter dem Dach seines Verbandes beteiligt und blieb dessen Vorsitzender. 2011 trat er als 76-Jähriger von diesem Amt zurück und wurde als Ehrenvorsitzender des Bayerischen Trachtenverbandes berufen.
Der ehemalige bayerische Landtagspräsident Alois Glück charakterisierte Otto Dufter anlässlich seines 70. Geburtstages so: „Wenn man einen Trachtler malen müsste, dann müsste man sich Otto Dufter als Vorbild nehmen“. Er verkörpere alles, was die Trachtenbewegung in Bayern auszeichnet, „er ist bodenständig und weltoffen, konservativ und zukunftsbezogen“.
Dufters Ansichten waren aber nicht immer unumstritten: Querelen um den von ihm vorangetriebenen Bau einer Jugendbildungsstätte führten 2009 zum Austritt von drei Gauen. Der Gau Mittelfranken hielt den Bau für nicht finanzierbar.  2014 erregte eine Einladung der Band LaBrassBanda zum 124. Gautrachtenfest in Ruhpolding durch den veranstaltenden Gauverband I bei Otto Dufter heftigen Unmut wegen des angeblichen Traditionsbruchs und führte im Gegenzug zu heftigen Diskussionen über die Zukunft der Trachtenbewegung.

## Ehrungen
Dufter war seit 2011 Ehrenvorsitzender des Bayerischen Trachtenverbandes und wurde 2005 mit der Bezirksmedaille in Gold vom Bezirk Oberbayern ausgezeichnet. 2008 erhielt er die Auszeichnung Pro meritis scientiae et litterarum des Bayerischen Staatsministers für Bildung und Kultus, Wissenschaft und Kunst für besondere Verdienste um Wissenschaft und Kunst. Für seine Verdienste um die Trachtenbewegung erhielt er 1999 auch das Bundesverdienstkreuz am Bande und 2003 den Bayerischen Verdienstorden.